# Friedhof Wilkenburg

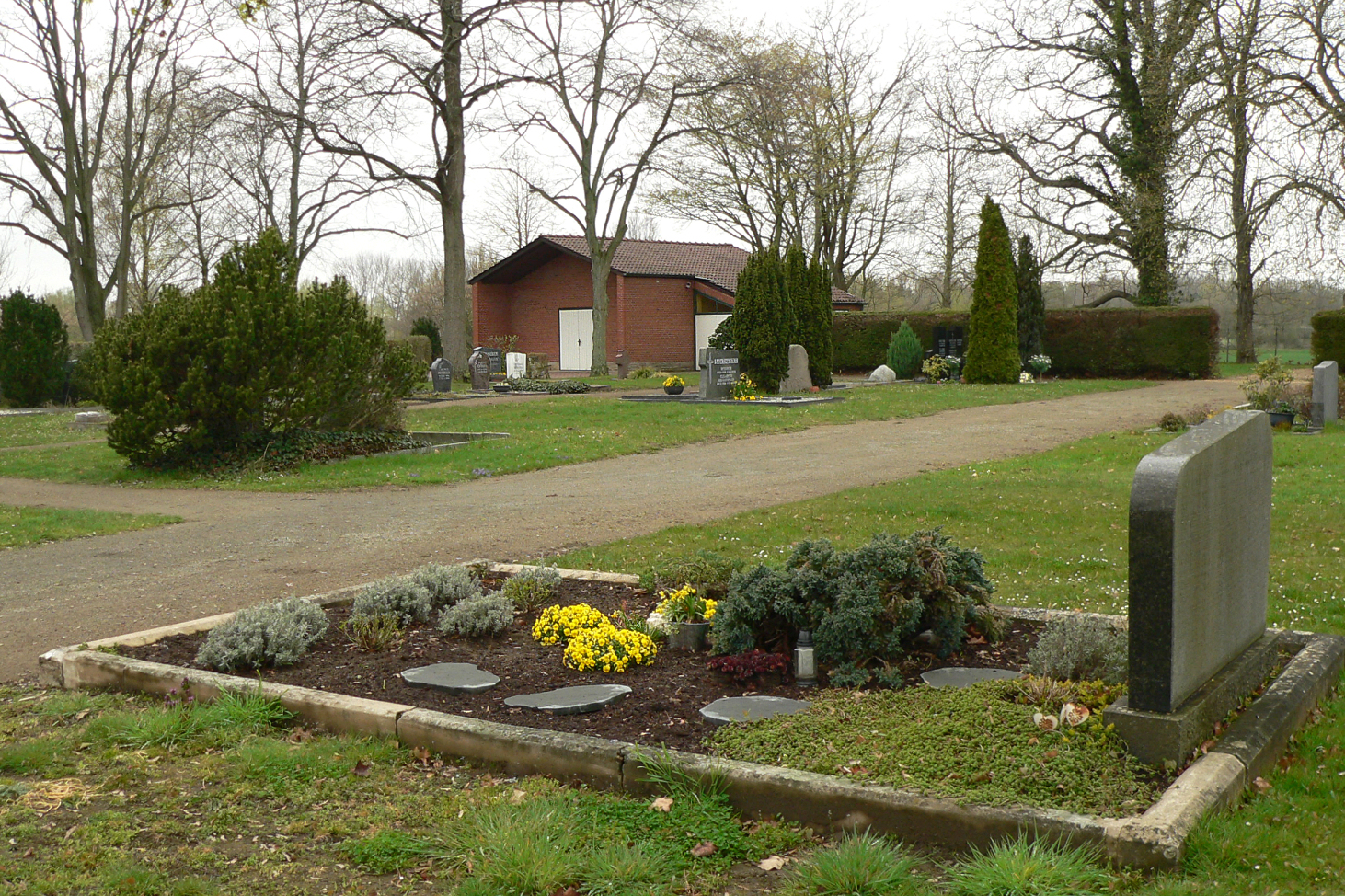
Friedhof Wilkenburg

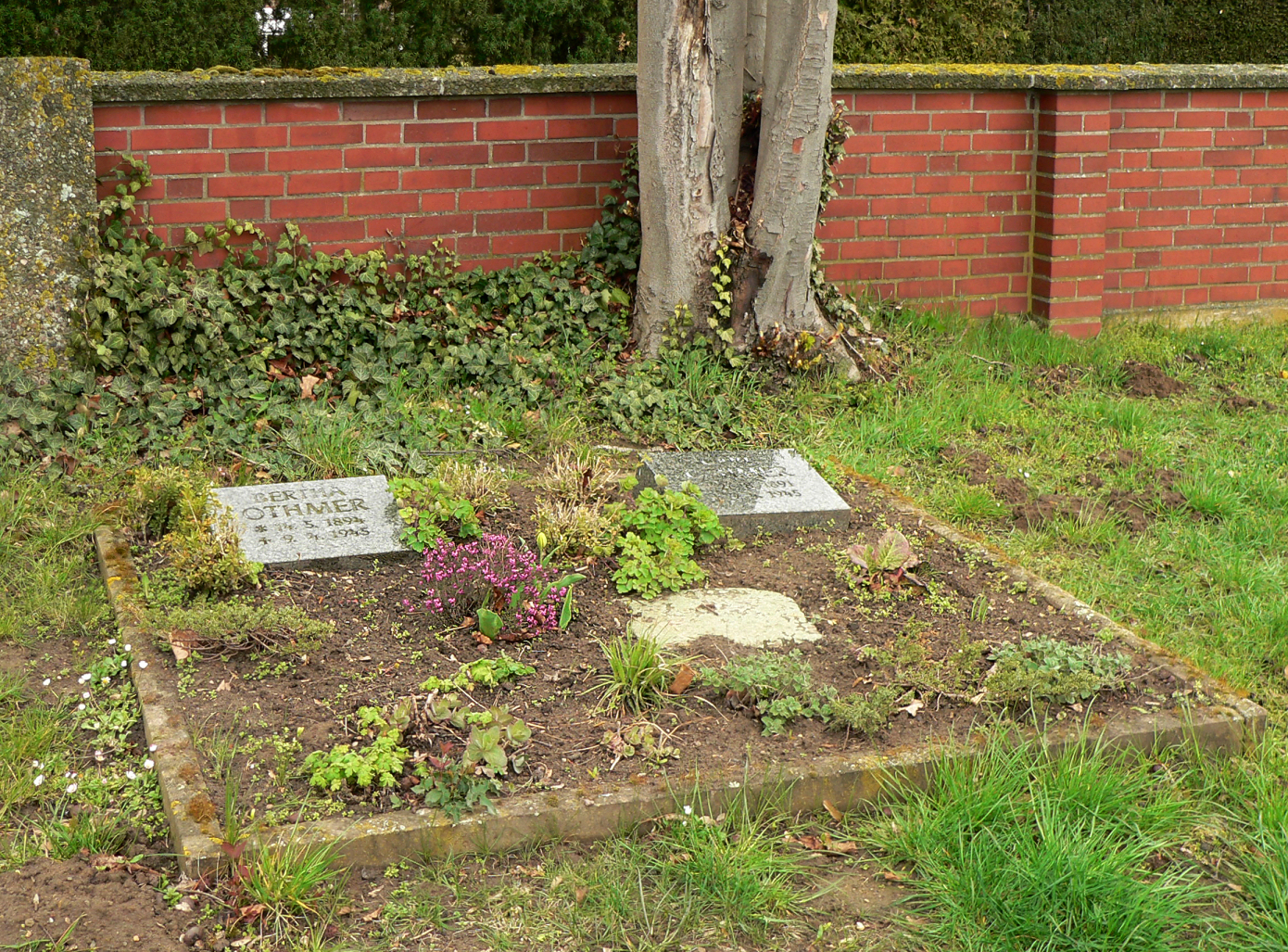
Ehrengrab von Bertha und Carl Othmer

Der Friedhof Wilkenburg an der Wülfeler Straße in Hemmingen, Region Hannover, ist eine Begräbnisstätte im Hemminger Ortsteil Wilkenburg.
Zu den Besonderheiten des Friedhofes zählt die Grabstelle der von dem Gendarmerie-Wachtmeister und NSDAP-Ortsgruppenleiter Oskar Bresler als Kriegsendeverbrechen in Selbstjustiz im April 1945 in Arnum ermordeten Ehepaares Othmer. Das Grab der Eheleute ist heute ein Ehrengrab der Gemeinde.